# زنبق البحر
زنبق البحر أو زنبق البحر الجلد شوكي أو أشباه الزنابق(بالإنجليزية: Crinoid)‏ ينتمي إلى قنفذ البحر ونجوم البحر . يوجد منها نحو 620 نوع تقسم إلى إثنين إلى خمس رتب، ولا يزال التقسيم غير كاملا. من زنبق البحر يوجد نحو 25 نوع له ساق، ومعظمهم يعيش على أعماق تصل إلى نحو 6000 متر ، يبلغ ساقها نصف متر ؛ وبذلك فهي أقصر كثيرا عن زنابق البحر التي كانت تعيش في الماضي واندثرت.
كما يوجد نوع من «النجمة الشعرية» من نوع Isocrinida ليست لاطئة - أي لا تثبت على أرضية - وهي تعيش بأعداد كثيرة.
زنبق البحر من اقدم الأحياء على الأرض، وهو يوجد منذ عصر أردوفيسي من نحو 485 مليون سنة.

## صفاته

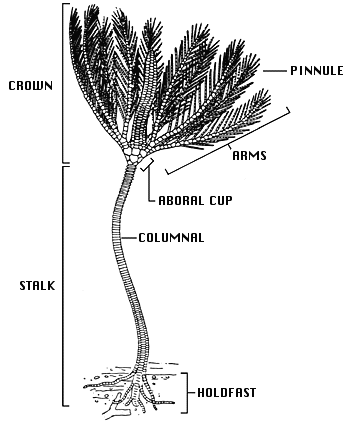
وصف جسم زنبق البحر

يعد زنبق البحر من مملكة الحيوان. أغلب أنواعه لها ساق يمسك بأرضية البحر وتحمل من اعلى جسما رقيقا قمعيا الشكل يحميها. وتخرج من حافة الجسم القمعي خمسة أذرع متناظرة. وتخرج من كل ذراع أذرعة أخرى بين 10 إلى 20 ذراعا مشكلة التاج . بواسطة الأذرعة
الريشية الشكل يتم استخلاص وترشيح البلانكتون العائم في الماء ويعطى للفم .
يتغذى زنبق البحر وكذلك «النجوم الشعرية» بالتقاط حبيبات غذائية بواسطة أذرعتها ذات الشعيرات ريشية من الماء المار عليها وتقوم بترشيحها.

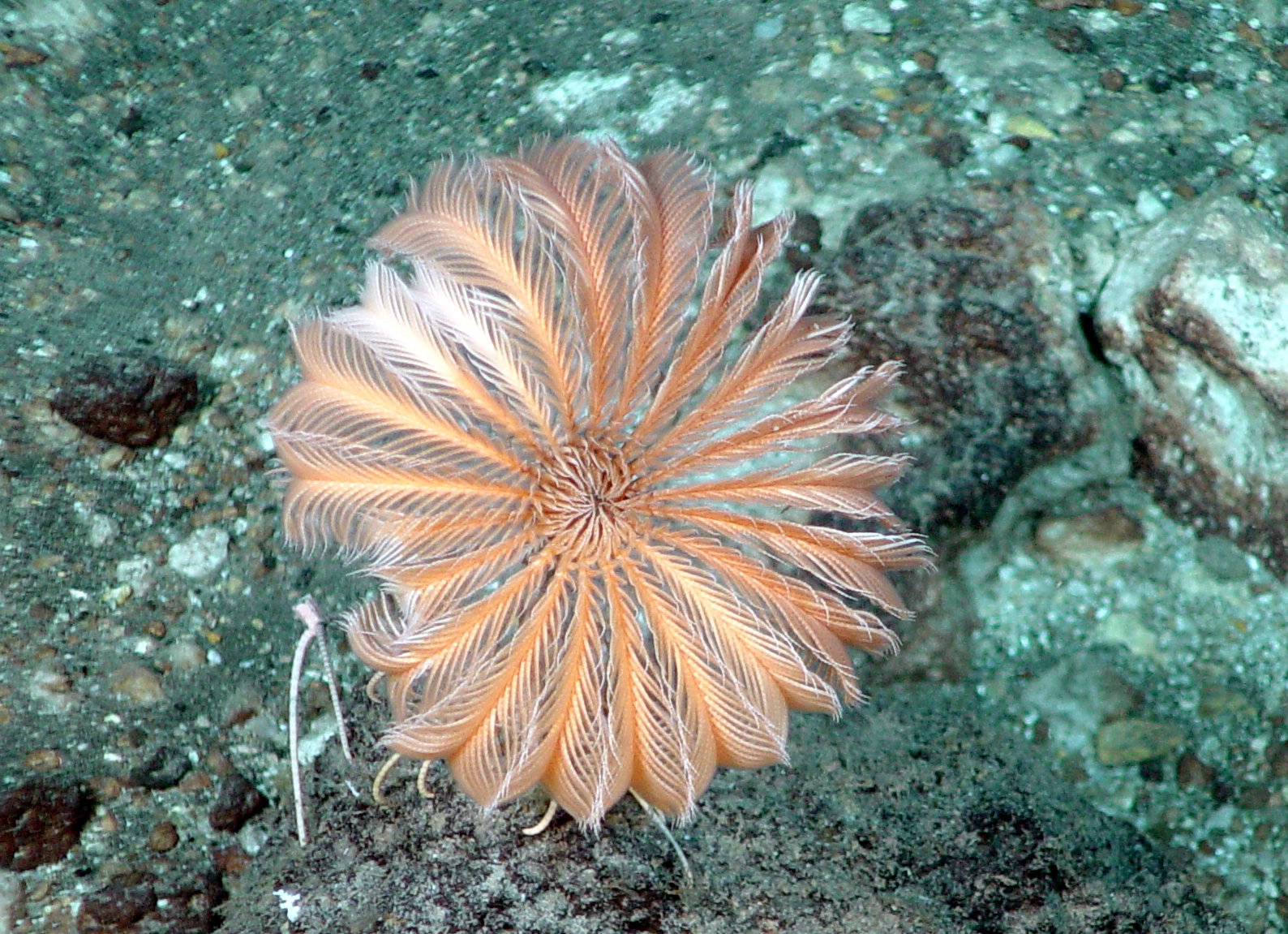
زنبق البحر ذو ساق يعيش على بركان تحت الماء كالديرا.

## أحفورات زنبق البحر

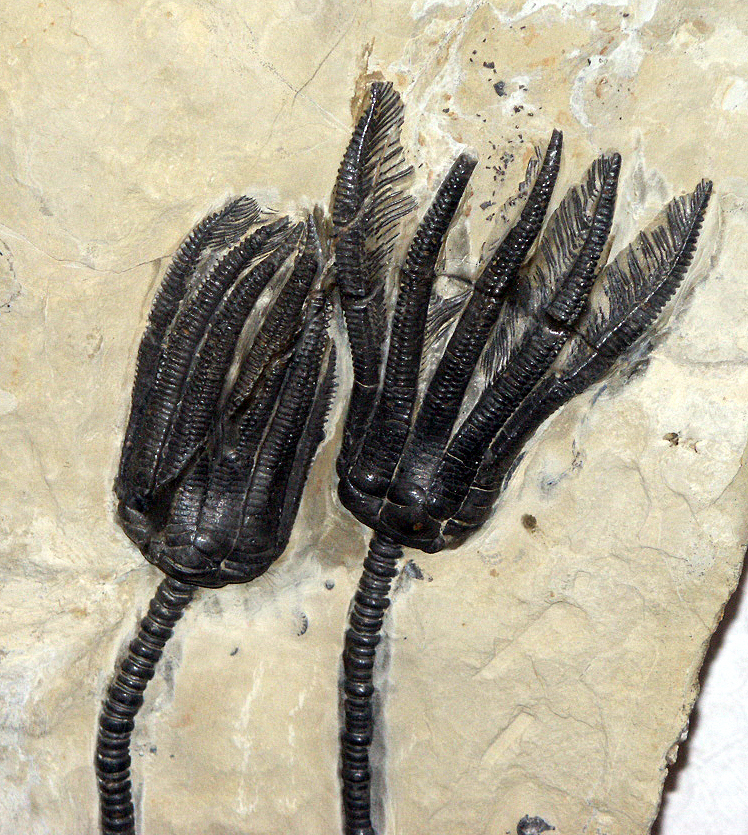
تيجان زنبق البحر أحفورية

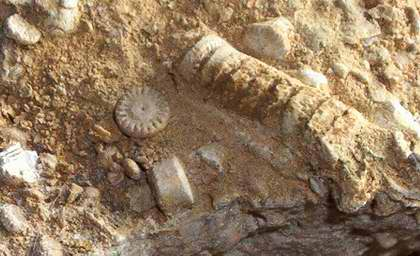
أجزاء من ساق زنبق بحر متحجرة Trochitenkalk.

ظهرت زنبق البحر منذ العصر الأردوفيسي منذ نحو 485 مليون سنة وتعيش حاليا في أعماق البحار جنوب خط الاستواء وتعتبر «أحفورات حية».
وأثناء الثلاثي الأوسط ظهرت زنبق البحر في البحار الضحلة في وسط أوروبا (الحوض الجيرماني) ونتشر بكثرة حتى انه تحجر وكوّن أحفورات.
كما توجد إلى جانب زنابق البحر الثابتة في الأرض أنواع تعيش حرة في المياه . وخلال العصر الجوراسي «الأسود» 		
Lias حيث تأثرت الحياة تأثرا سلبيا بسبب قلة الأكسجين مثلا ، فلم تستطع البقاء إلا زنابق البحر الحرة في الأعماق العميقة . وعاشت أما منفردة أو في مستعمرات ومجموعات.

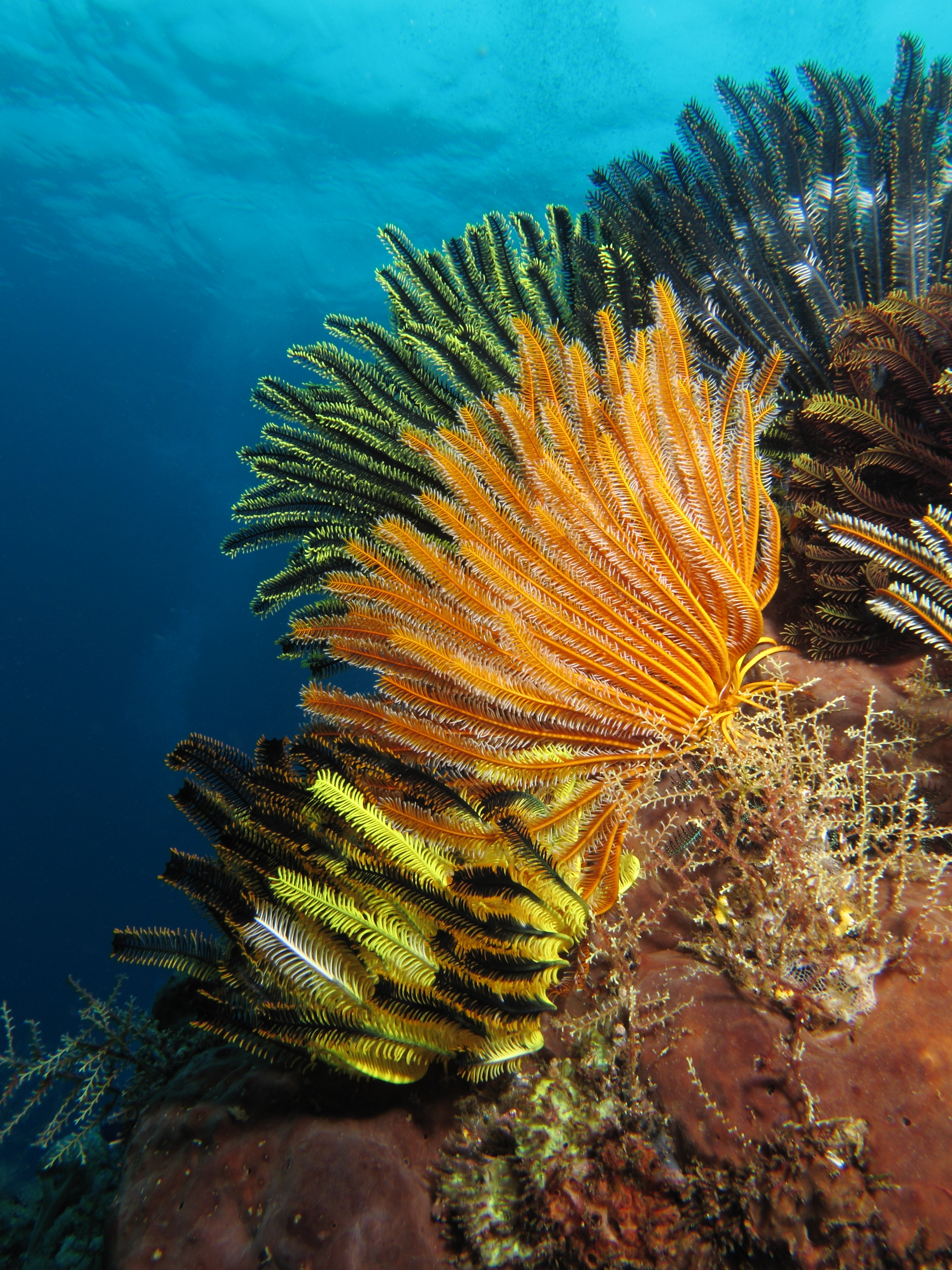
زنابق البحر تعيش في الشعب المرجانية في جزيرة كومودو ، إندونيسيا.

وعاشت مجموعة أخرى Scyphocriniten في العصر السيلوري والديفوني المبكر (أي قبل نحو 400 مليون سنة) وانتشرت. من أجمل ما تم العثور عليه من نوع Scyphocrinites elegans وجدت في المغرب . وكان منها القمعي الشكل ومنها أيضا مكوّرا الشكل يبلغ قطر كرتها 10 سنتيمتر أو أكثر ، وكانت أصلا مملوءة بغازات ، بحيث كانت تعوم كعوامة ويتدلى ساقها وقمعها في الماء .
يعد الزنبق البحري ذو العوامة المغربي من أعجب تطورات زنبق البحر . وكيفية نشأة الكرات العائمة من جذور صغيرة ، هذا هو مجال لبحث العلماء .

## معرض صور

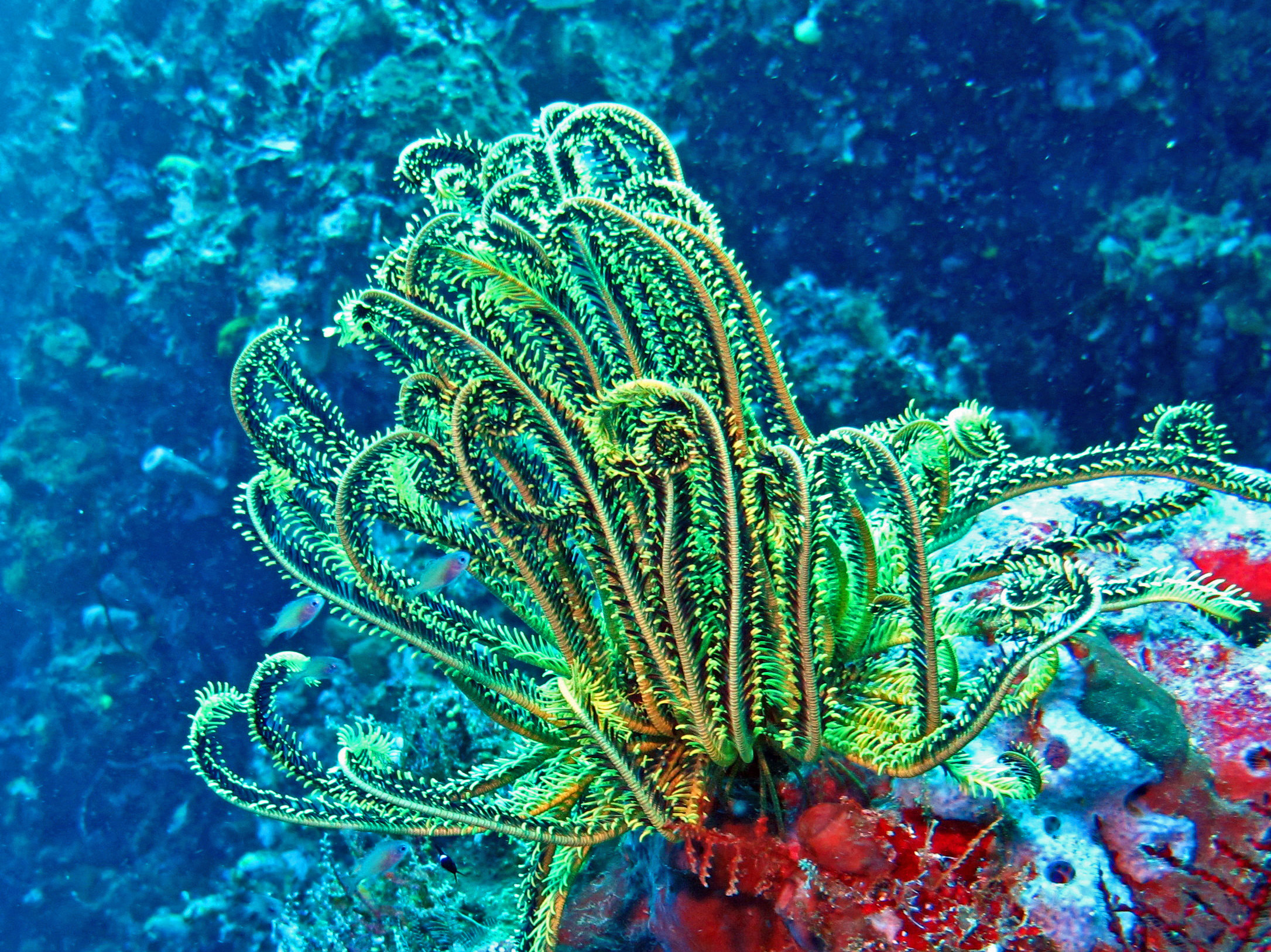
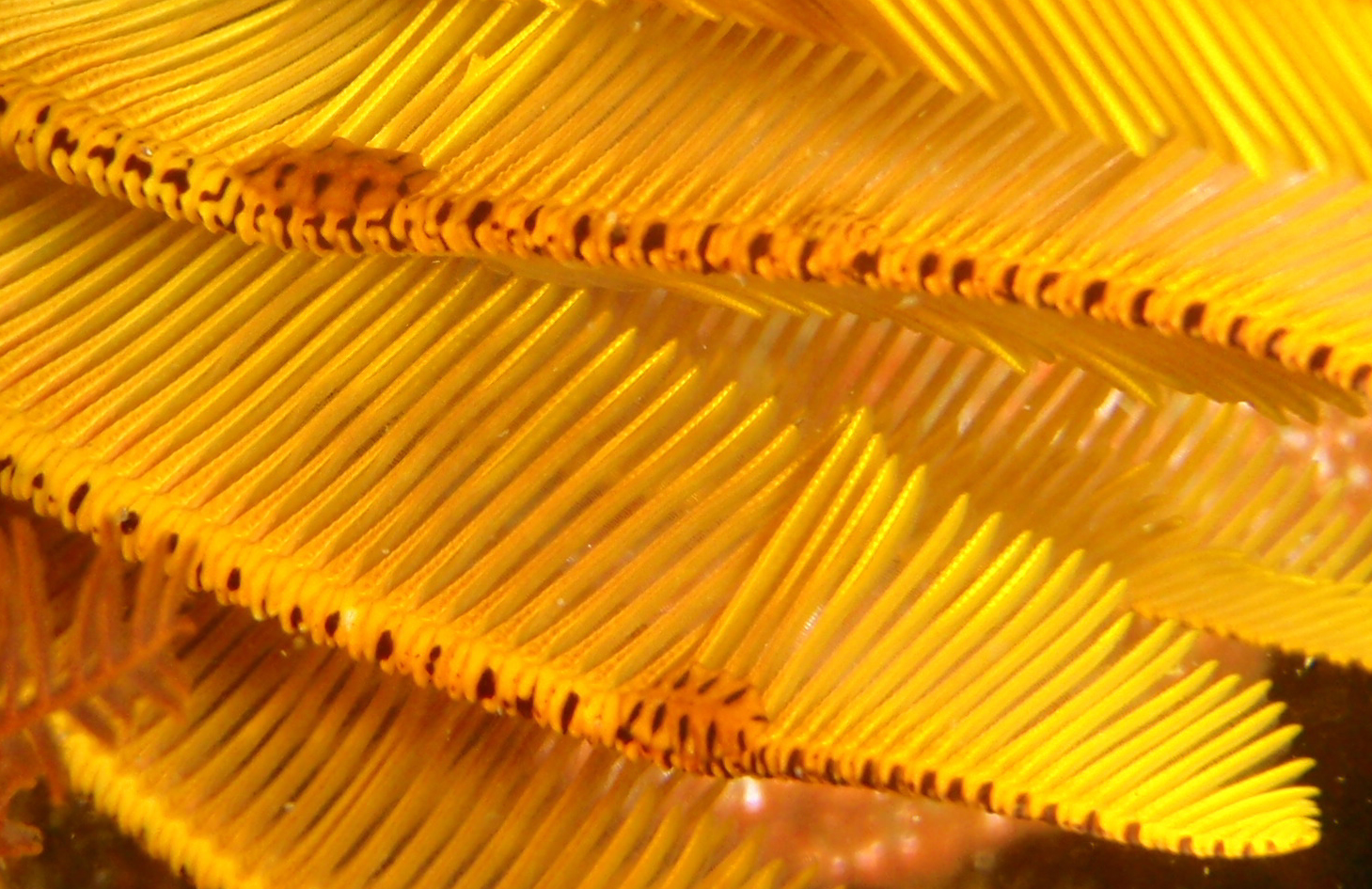
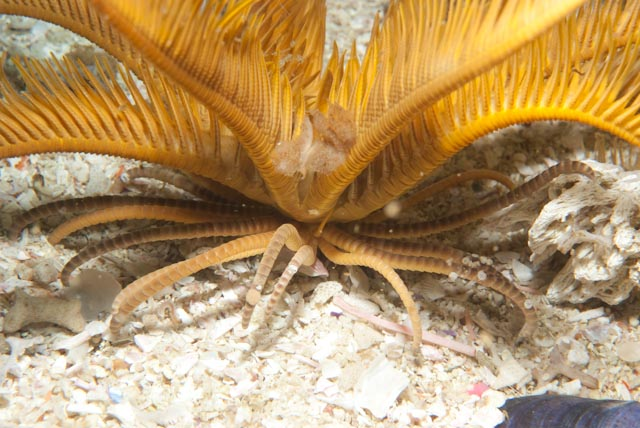
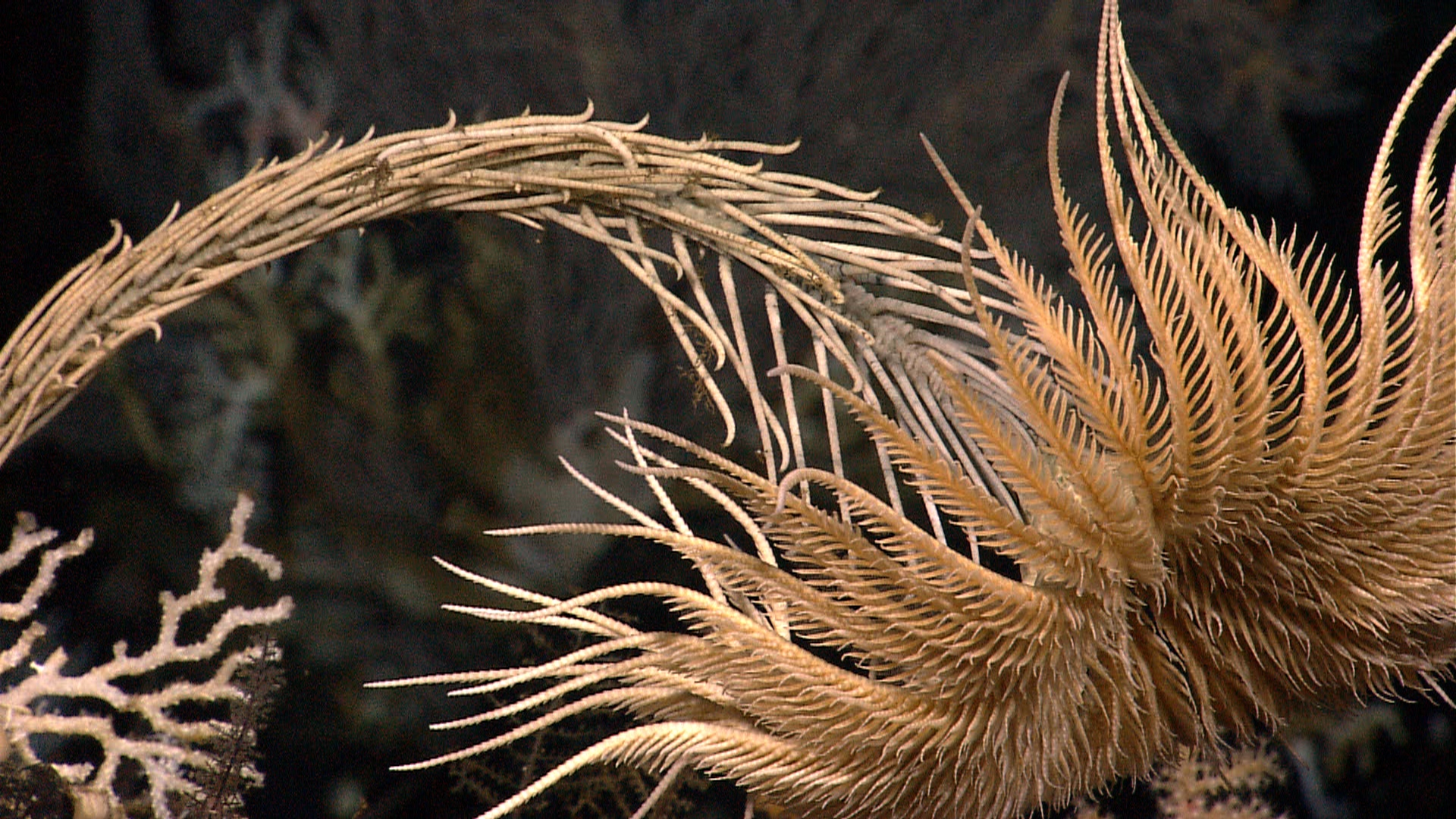
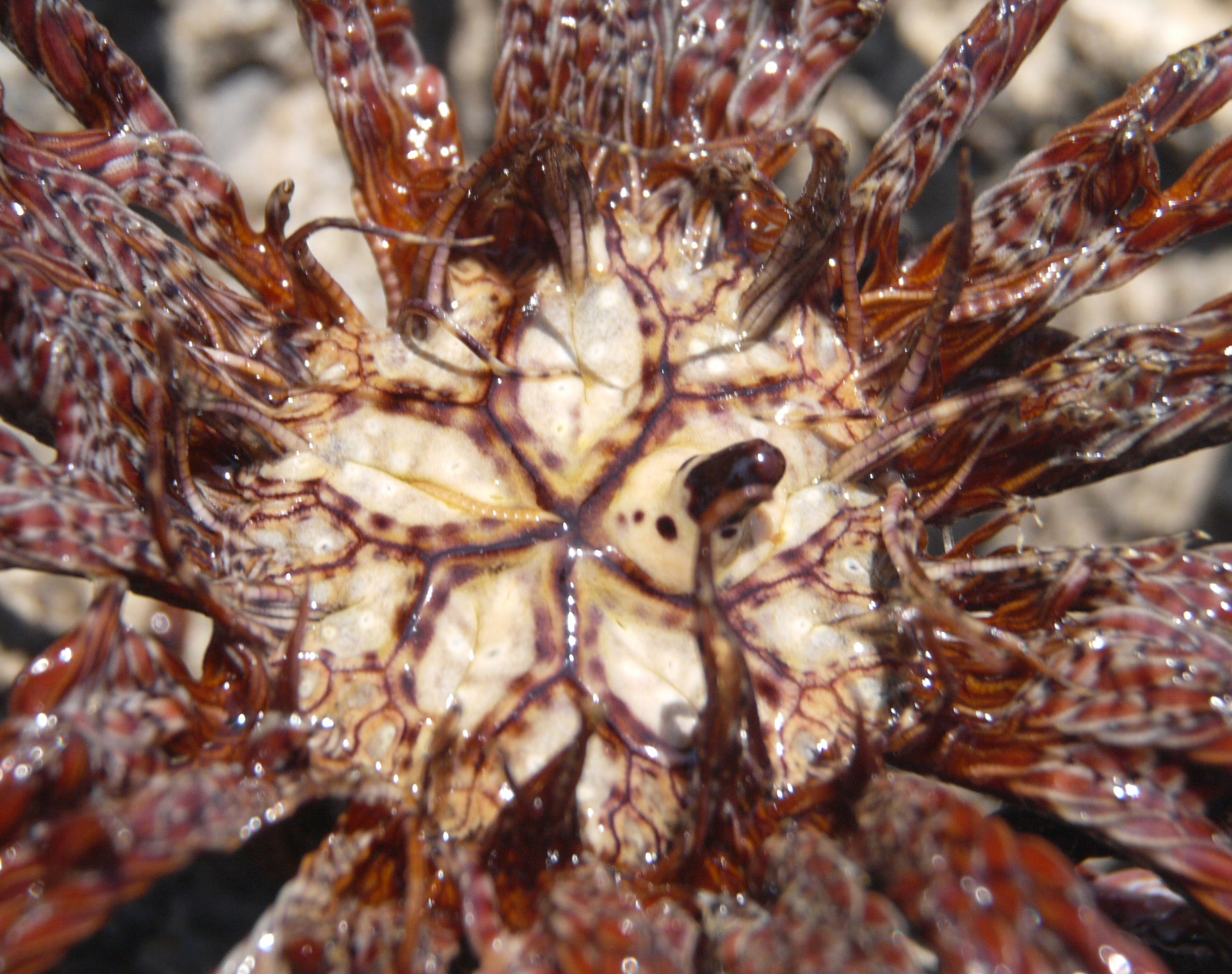

## صور لزنبق البحر
- من كومودو بإندونيسيا
- من  Apo Reef  ، بالفليبين
- من البحر الأحمر في الليل
- زنبق البحر من  Gulf of Mexico
- النجمة الريشية
- من البهاما

## اقرأ أيضا
- قنديل أعماق البحار
- بربوط أعماق البحار
- أبو الشص
- سمك أعماق البحار
- خماسي القسيمة